# Street Sweeper Social Club
Street Sweeper Social Club (сокращённо SSSC) — американская рэп-рок супергруппа из Лос-Анджелеса.

## История
Изначально проект назывался Street Sweeper и состоял из одного Тома Морелло (гитариста таких популярных групп как — Rage Against The Machine и Audioslave). После окончания осенью 2009 сольного тура Nightwatchman к нему присоединяется рэпер, MC и политический активист Бутс Райли из группы The Coup. С его приходом меняется и название группы, как бы подчеркивая, что это равноправный дуэт. В мае-июне 2009 группа открывает концерты Nine Inch Nails и Jane's Addiction. В это же время Street Sweeper Social Club выпускает свой дебютный альбом и первый сингл с него «100 Little Curses».

## Дискография
NINJA 2009 Tour Sampler (на обложке просто NIN|JA) — это совместный мини-альбом Nine Inch Nails, Jane's Addiction и Street Sweeper Social Club, выпущенный в поддержку их тура. Релиз состоялся 20 марта 2009. Альбом распространяется бесплатно с официального сайта.
1. «Chip Away» (by Jane’s Addiction) — 2:37
2. «Not So Pretty Now» (by Nine Inch Nails) — 3:50
3. «Clap for the Killers» (by Street Sweeper Social Club) — 3:57
4. «Whores» (by Jane’s Addiction) — 3:45
5. «Non-Entity» (by Nine Inch Nails) — 4:03
6. «The Oath» (by Street Sweeper Social Club) — 4:26

Street Sweeper Social Club — одноимённый с группой полноценный дебютный альбом. Релиз состоялся 16 июня 2009. Вышел клип на песню «100 Little Curses» YouTube.
1. «Fight! Smash! Win!» — 3:35
2. «100 Little Curses» — 4:03
3. «The Oath» — 4:25
4. «The Squeeze» — 3:13
5. «Clap for the Killers» — 3:57
6. «Somewhere in the World It’s Midnight» — 3:20
7. «Shock You Again» — 2:41
8. «Good Morning, Mrs. Smith» — 3:20
9. «Megablast» — 3:47
10. «Promenade» — 2:31
11. «Nobody Moves (Til We Say Go)» — 4:13
12. «Promenade» (live) (iTunes bonus track)